# Grammia favoritella
Grammia favoritella là một loài bướm đêm thuộc phân họ Arctiinae, họ Erebidae.